# Zygogynum glaucum
Zygogynum glaucum är en tvåhjärtbladig växtart som först beskrevs av A.C. Smith, och fick sitt nu gällande namn av W. Vink. Zygogynum glaucum ingår i släktet Zygogynum och familjen Winteraceae. Inga underarter finns listade.